# Kayea paniculata
Kayea paniculata là một loài thực vật có hoa trong họ Calophyllaceae. Loài này được (Blanco) Merr. mô tả khoa học đầu tiên năm 1904.